# Deutsche Fechtmeisterschaften 1976
Bei den Deutschen Fechtmeisterschaften 1976 wurden Einzel- und Mannschaftswettbewerbe in den Disziplinen Herrendegen, Herrensäbel und Herrenflorett ausgetragen. Bei den Damen wurde nur Florett gefochten. Die Meisterschaften wurden vom Deutschen Fechter-Bund organisiert.

## Herren

### Florett (Einzel)
| Platz | Sportler       | Verein                  |
| ----- | -------------- | ----------------------- |
| 1     | Harald Hein    | FC Tauberbischofsheim   |
| 2     | Klaus Reichert | OFC Bonn                |
| 3     | Eilert Püschel | Königsbacher SC Koblenz |

### Florett (Mannschaft)
| Platz | Verein                  | Sportler |
| ----- | ----------------------- | -------- |
| 1     | OFC Bonn                |          |
| 2     | FC Tauberbischofsheim   |          |
| 3     | Königsbacher SC Koblenz |          |

### Degen (Einzel)
| Platz | Sportler        | Verein                |
| ----- | --------------- | --------------------- |
| 1     | Reinhold Behr   | FC Tauberbischofsheim |
| 2     | Alexander Pusch | FC Tauberbischofsheim |
| 3     | Gert Opgenorth  | TuS Zülpich           |

### Degen (Mannschaft)
| Platz | Verein                | Sportler                                                        |
| ----- | --------------------- | --------------------------------------------------------------- |
| 1     | FC Tauberbischofsheim | Reinhold Behr Jürgen Hehn Hanns Jana Oskar Muck Alexander Pusch |
| 2     | GW Berlin             |                                                                 |
| 3     | Heidenheimer SB       |                                                                 |

### Säbel (Einzel)
| Platz | Sportler         | Verein             |
| ----- | ---------------- | ------------------ |
| 1     | Michael Dehmer   | TSV Bayer Dormagen |
| 2     | Tycho Weißgerber | TSG Dortmund       |
| 3     | Walter Convents  | OFC Bonn           |

### Säbel (Mannschaft)
| Platz | Verein                  | Sportler |
| ----- | ----------------------- | -------- |
| 1     | OFC Bonn                |          |
| 2     | TSV Bayer Dormagen      |          |
| 3     | Königsbacher SC Koblenz |          |

## Damen

### Florett (Einzel)
| Platz | Sportler         | Verein                  |
| ----- | ---------------- | ----------------------- |
| 1     | Cornelia Hanisch | Fechtclub Offenbach     |
| 2     | Brigitte Oertel  | Königsbacher SC Koblenz |
| 3     | Ute Wessel       | OFC Bonn                |

### Florett (Mannschaft)
| Platz | Verein                  | Sportler                                                                            |
| ----- | ----------------------- | ----------------------------------------------------------------------------------- |
| 1     | FC Tauberbischofsheim   | Karin Rutz-Gießelmann Elfriede Villing Gudrun Lotter Sabine Bischoff Elke Schäffner |
| 2     | Königsbacher SC Koblenz |                                                                                     |
| 3     | Kölner FK               |                                                                                     |